# 20281 Kathartman
20281 Kathartman è un asteroide della fascia principale. Scoperto nel 1998, presenta un'orbita caratterizzata da un semiasse maggiore pari a 2,3567422 UA e da un'eccentricità di 0,0995458, inclinata di 7,14355° rispetto all'eclittica.